# Schneckenhügel

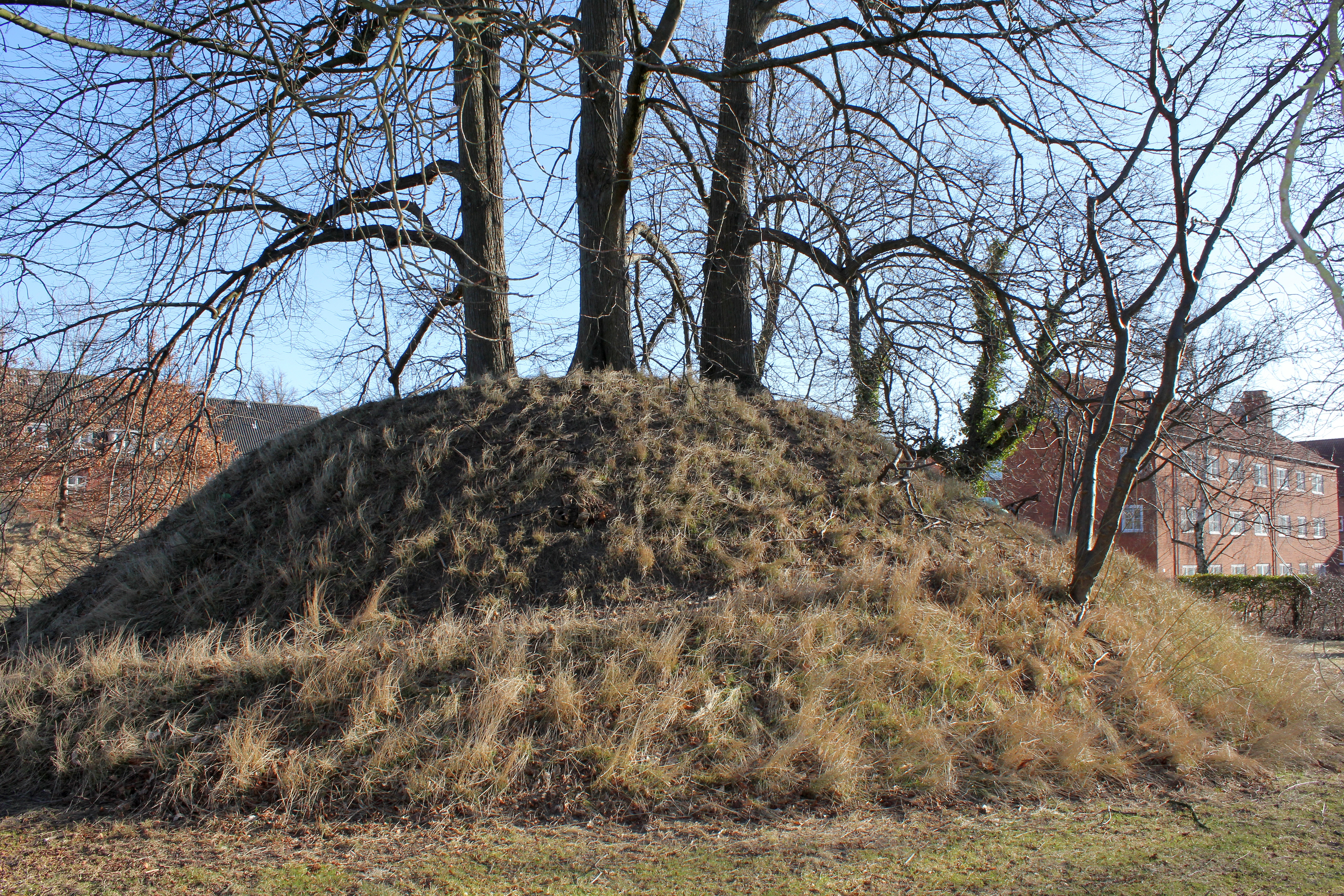
Schneckenhügel Stolpegaard Major in Kopenhagen

Ein Schneckenhügel (dänisch sneglehøj) ist ein Grabhügel mit einem umlaufenden aufwärts führenden Pfad oder Prozessionsweg. Das lokal verbreitete Phänomen (Seeland und Møn) ist auf Rundhügel ohne Grabkammer beschränkt, ursprünglich mit einem Stein auf der Kuppe des Hügels. Sneglehøj ist eine lokale Bezeichnung, die amtlich nicht unbedingt verwendet wird. Eine Erhebung ergab, dass neun dänische Hügel aus der älteren und jüngeren Bronzezeit lokal als Sneglehøj bezeichnet werden. Da Tausende von Grabhügeln verschwunden sind oder der Weg abgetragen ist, ist anzunehmen, dass Schneckenhügel weiter verbreitet waren.

## Beschreibung
Schneckenhügel wurden als solche nicht systematisch erfasst und werden in amtlichen Beschreibungen nur gelegentlich erwähnt. Dies mag darauf zurückzuführen sein, dass maßgebliche Archäologen das Phänomen als ein Ergebnis einer späteren romantischen Konstruktion angesehen haben. Dies ist offenbar der Fall für Hügel in Gutshofparks, erklärt aber nicht, warum nachfolgenden Generationen ein Interesse daran gehabt haben sollten, die recht umfangreichen Erdarbeiten durchzuführen. Der Zweck der Wegwicklung ist unbekannt, aber wahrscheinlich mit religiösen Ritualen zu verknüpfen.
Der Sneglehøj auf Møn ist auf der neuen 500 Kronen-Banknote abgebildet.

Schneckenhügel
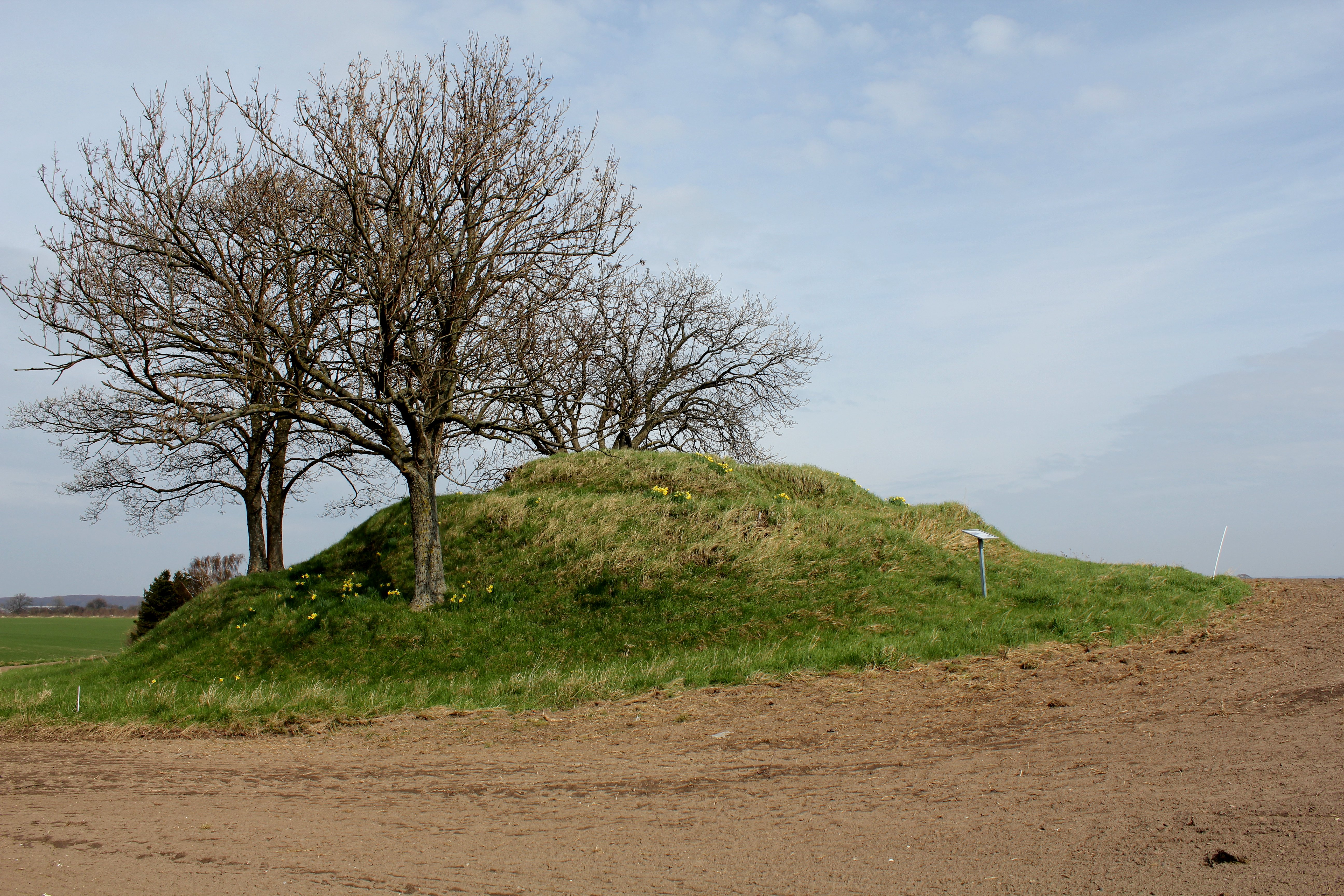
Møns Sneglehøj
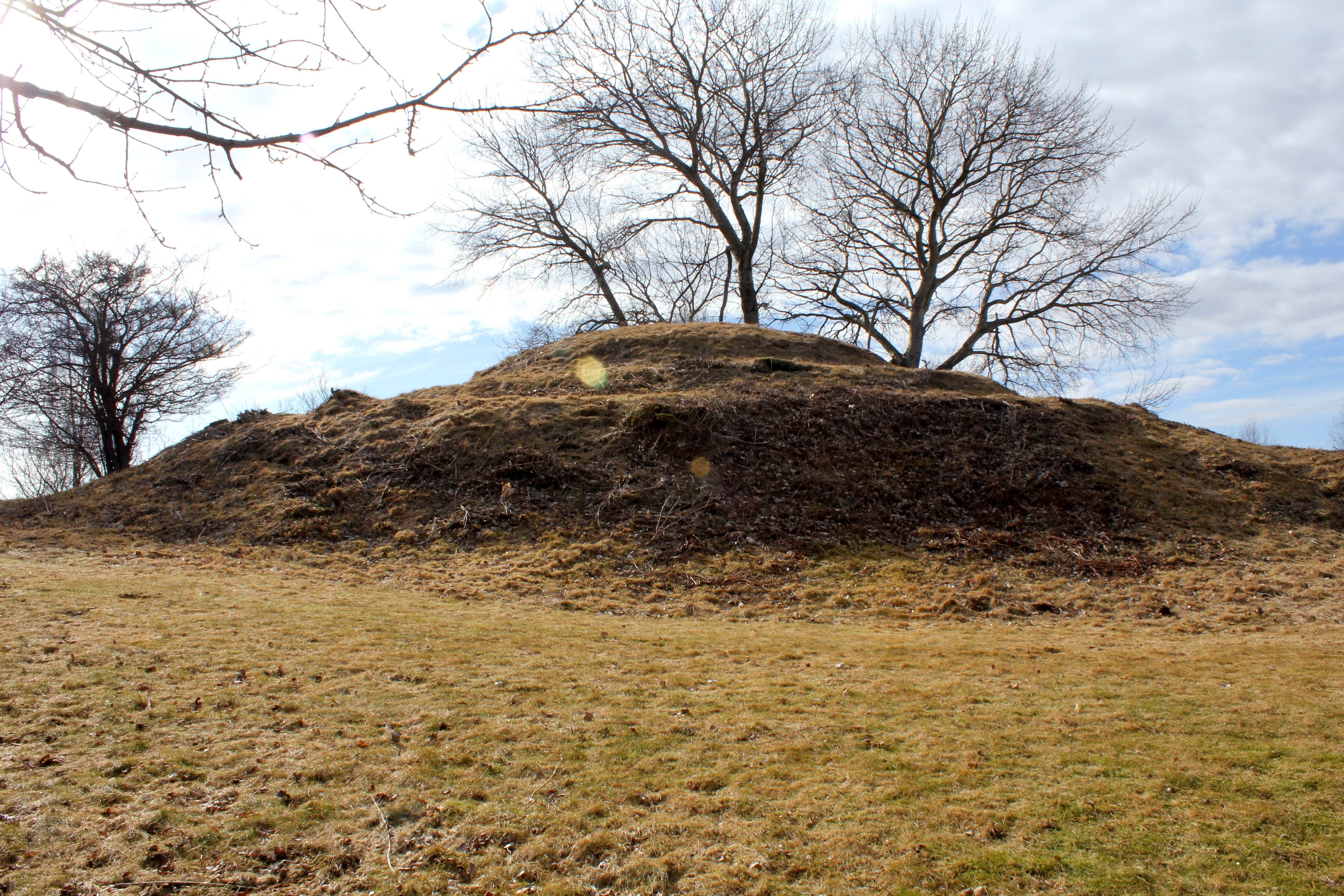
Rørtang Sneglehøj
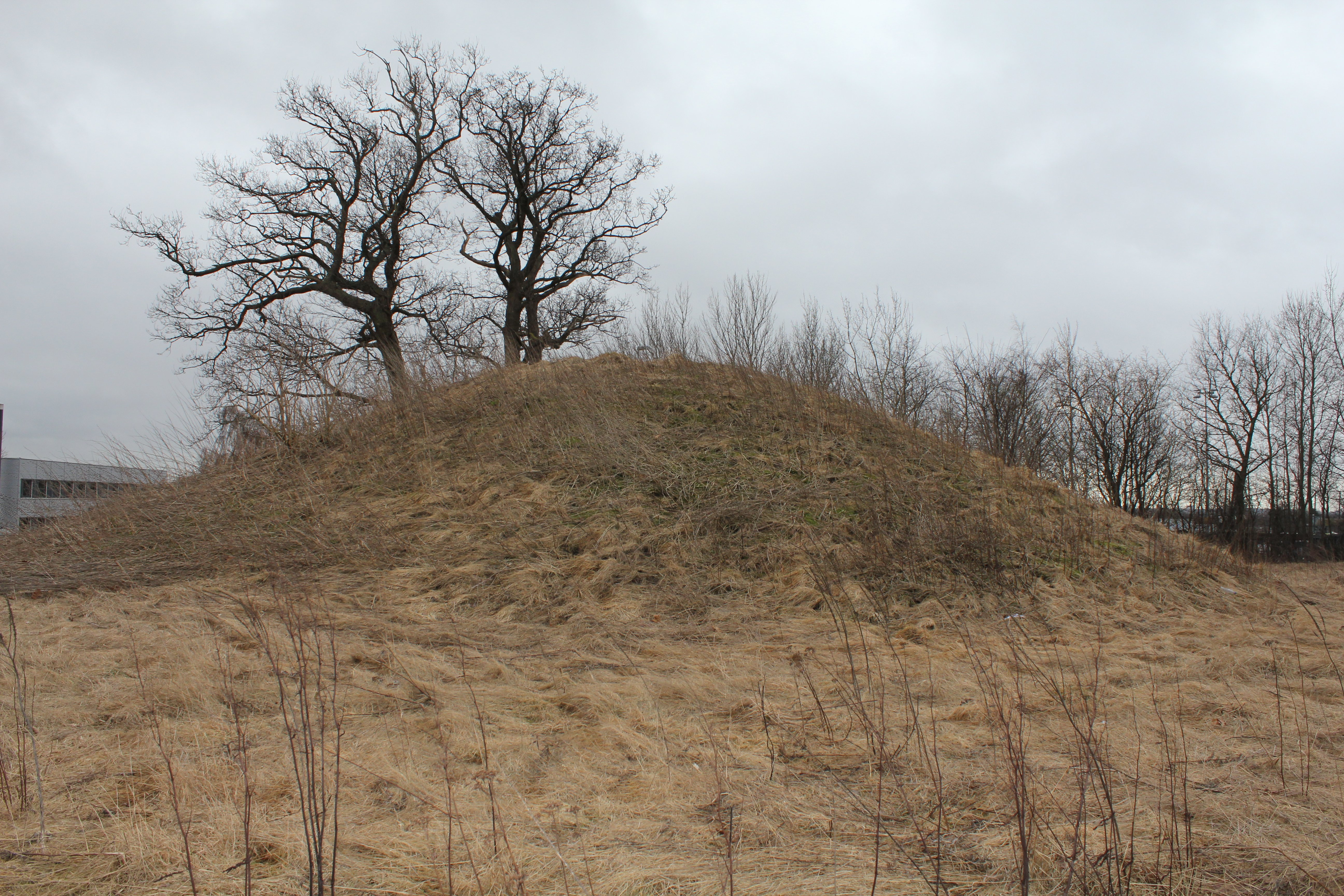
Gladsaxe Sneglehøj